# Audrey Horne
Audrey Horne es una banda de Hard rock/Post-grunge de Bergen, Noruega. 

## Historia
La banda fue formada en el año 2002, tomando el nombre ficticio de Sherilyn Fenn en la serie televisiva Twin Peaks. Aunque la mayoría de sus integrantes tocan en bandas de black metal como Enslaved y Gorgoroth, el estilo musical de Audrey Horne es algo muy aparte y sin ninguna relación con el black metal, y ha sido descrito como Hard Rock melódico y pesado con influencias notables de post/grunge, similar al de las bandas Faith No More, Alice in Chains y A Perfect Circle. Ellos han sido ganadores del premio Spellemann en la categoría "Best Metal Act" en el 2006. 

### "No Hay Banda"; su álbum debut
Recientemente, la banda acababa de grabar su EP "Confessions and Alcohol" y una de las canciones del EP fue tomada para ser el sencillo del nuevo material ,"Halo".
El álbum debut No Hay Banda fue lanzado en abril del 2005. El álbum fue grabado en el estudio Earshot en Bergen (Noruega), producido por la banda y Joe Barresi, quien se encargó de las mezclas y la mayor parte de la producción. El álbum recibió críticas positivas además de que les hizo ganadores de un Grammy noruego en la categoría de Mejor Álbum de Metal 2006. Debido a circunstancias desafortunadas en cuanto a un buen manejo y apoyo, no fue posible que se presentaran en vivo en muchas giras como lo tenían previsto. En lugar de salir de gira, la banda se presentó en vivo en muchos clubes de Noruega, además de que tocaron en el Quart Festival, para ser los teloneros de Audioslave.

### Le Fol, y cambios en la alineación
En 2007 Herbrand Larsen (teclados) y Tom Cato Visnes dejaron la banda. Tom Cato salió para centrarse más en Gorgoroth y Sahg, Herbrand Larsen salió porque necesitaba dedicarle más tiempo a su trabajo como profesor de escuela primaria, además de poner más énfasis en su banda, Enslaved. Actualmente, Herbrand ha seguido trabajando con la banda para sus grabaciones de estudio, como teclista, productor e ingeniero de sonido.
En agosto de 2007, Audrey Horne lanzó su segundo álbum "Le Fol" a través de Indie Recordings, producido por Ice Dale (Arve Isdal), mezclado y coproducido por Herbrand Larsen, quien también aportó con los teclados.
El álbum recibió buenas críticas tanto en la prensa noruega e internacional además de hacerles ganar su segunda nominación Grammy noruego en la categoría de Mejor Álbum de Metal 2008. 
La buena conducción y los manejos del tiempo de la banda marchaban a la perfección, haciendo que la banda se presentara no solo en clubes noruegos y europeos en general, sino que además tuvieron la oportunidad de salir de gira por Europa junto a Enslaved, más notablemente en Cracovia, tocando en nada más y nada menos que en 40 conciertos en un mes y medio y a partir del 6 de noviembre en Copenhague (Dinamarca) y finalizando en Bergen (Noruega) el 20 de diciembre. La gira se realizó en Dinamarca, Alemania, Bélgica, Reino Unido, Países Bajos, Francia, España, Italia, Austria, Eslovenia, Suiza, República Checa, Polonia, Lituania, Letonia, Estonia, Finlandia y Suecia, antes finalizar la gira en Noruega. El agotador programa tuvo su efecto en la voz de Toschie hasta el punto de que apenas podía cantar al final de la gira, forzando a este a dejar de fumar, haciendo que hasta la fecha siga sin fumar.

### Presente y futuros eventos
En septiembre de 2009 la banda, nuevamente asociada con Joe Barresi, comenzaron los preparativos para grabar en los estudios JHOC de Los Ángeles su nuevo álbum, que llevará por título Audrey Horne y será lanzado nuevamente a través de Indie Recordings. El lanzamiento está programado para febrero o principios de marzo del 2010.

## Integrantes
- Torkjell Rød/Toschie (voz)
- Arve Isdal/Ice Dale (guitarra) (también en Enslaved)
- Thomas Tofthagen (guitarra)
- Kjetil Greve (batería)

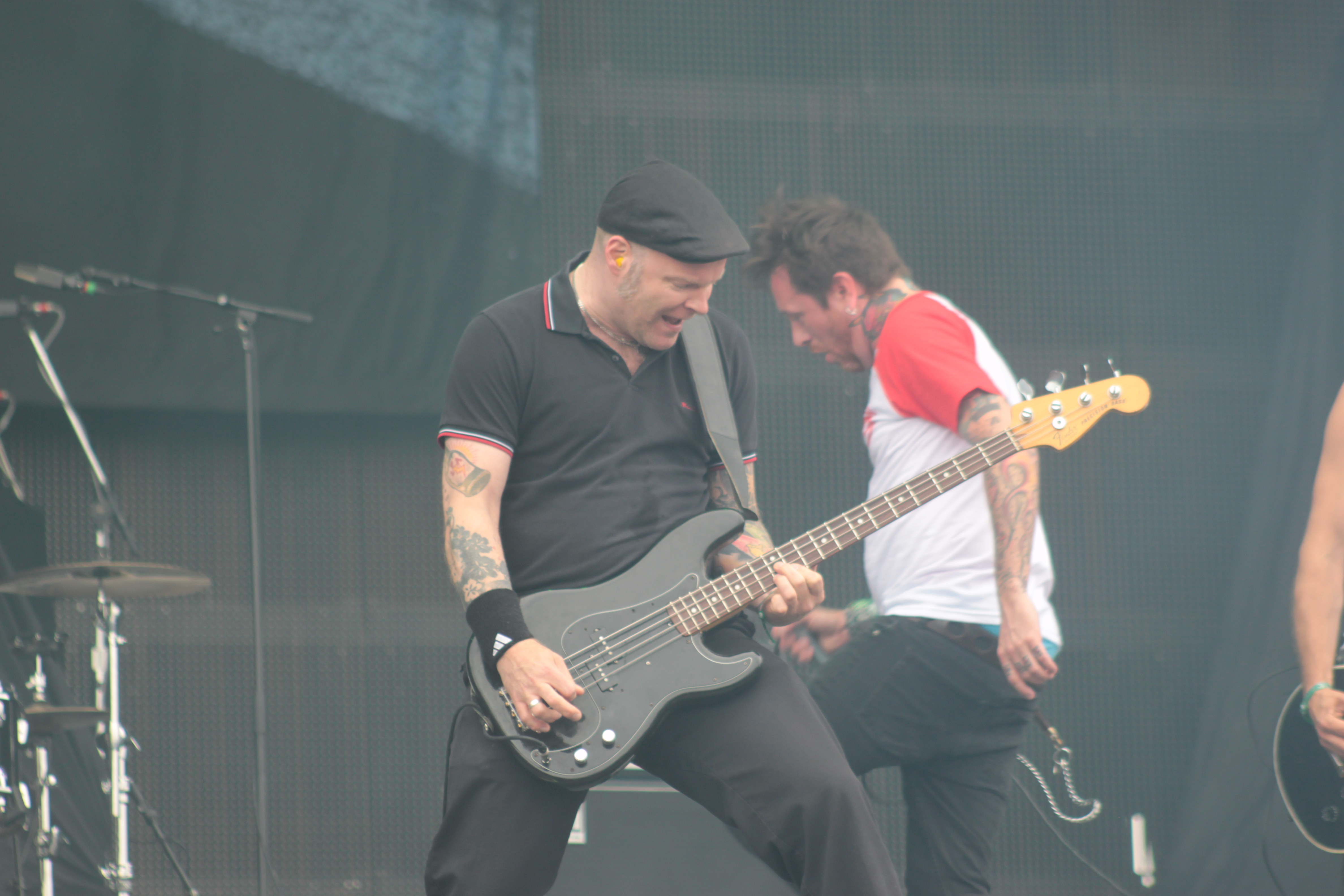
Espen Lien & Torkjell Rød (Hellfest 2013).
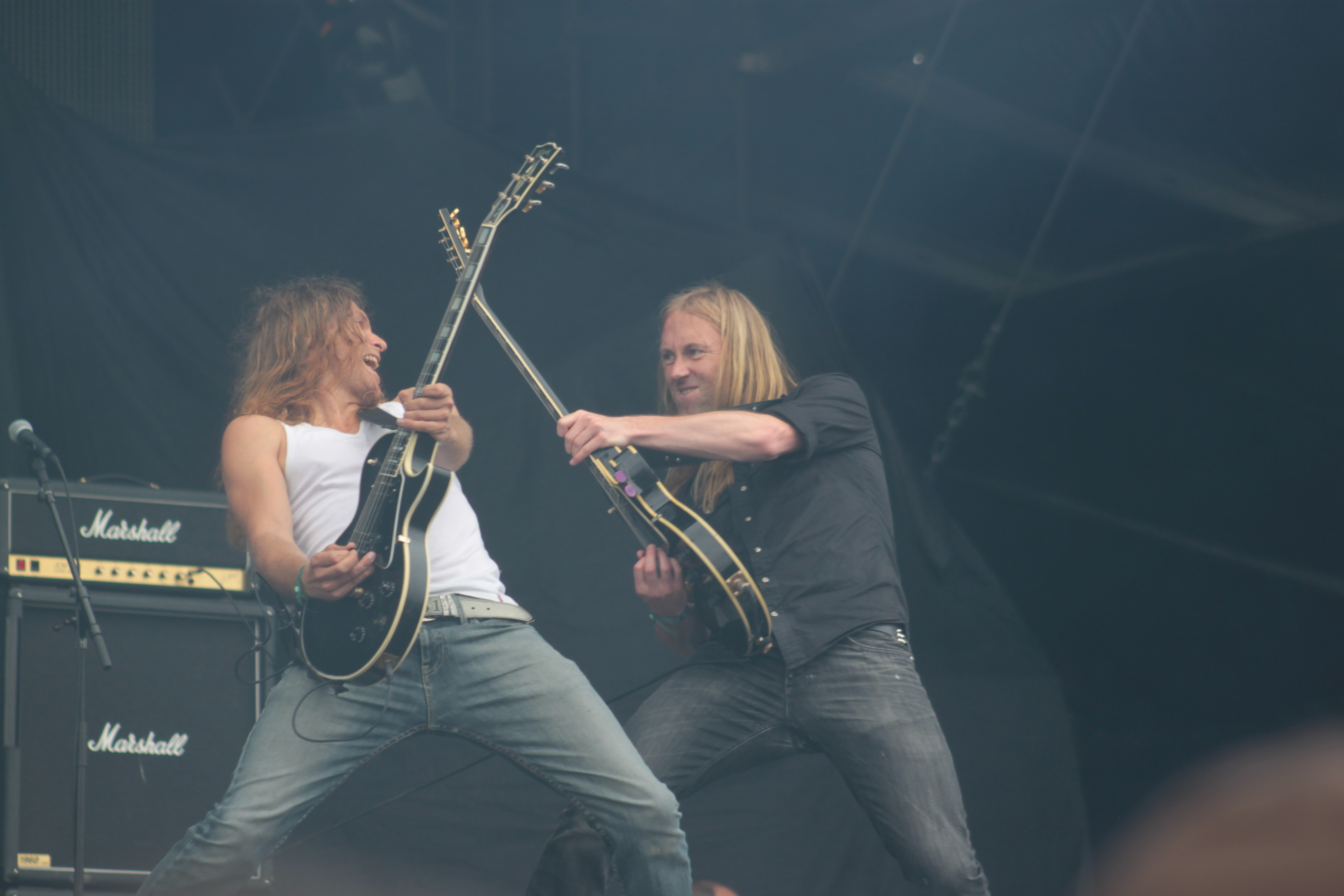
Ice Dale/Arve Isdal & Thomas Tofthagen (Hellfest 2013).
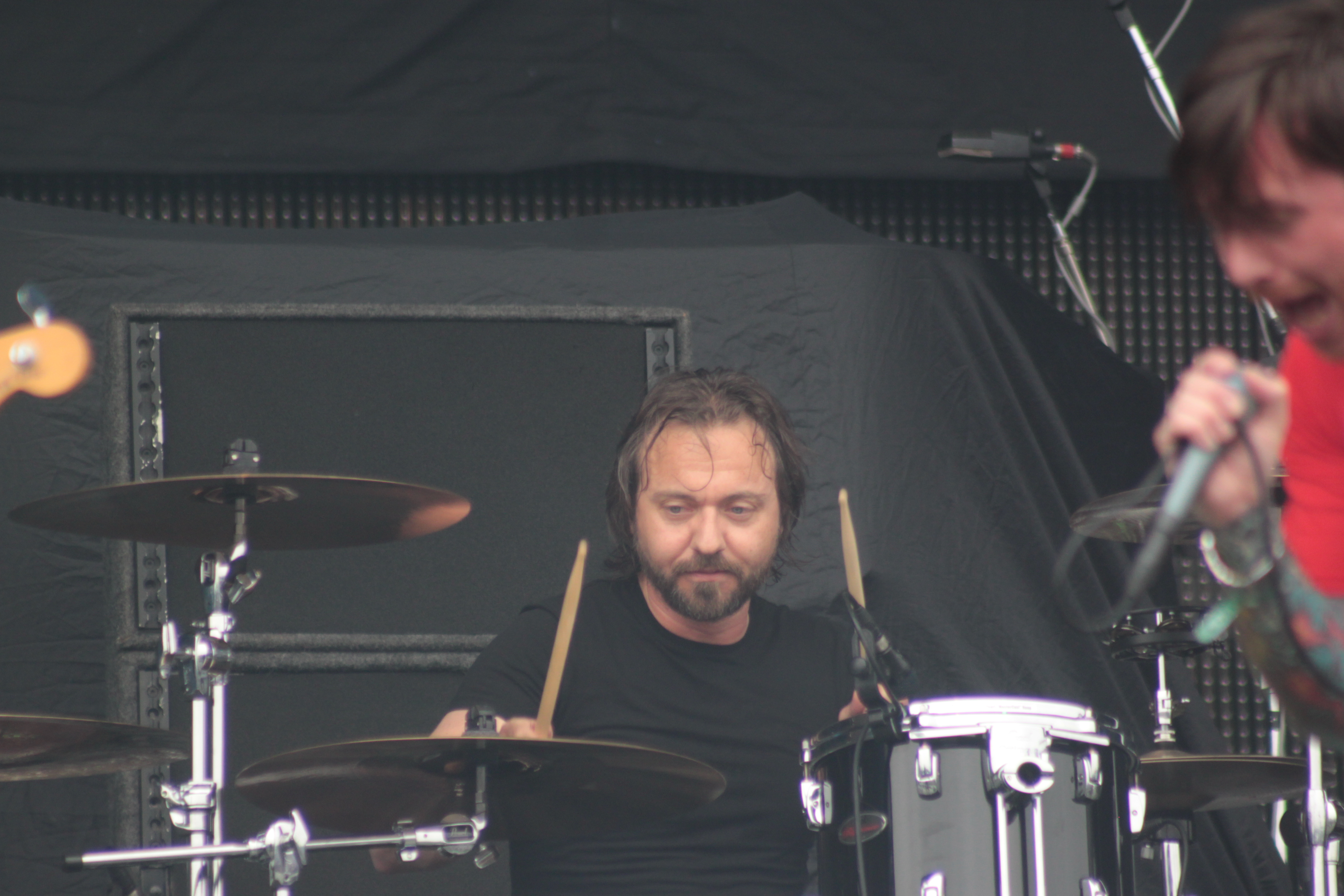
Kjetil Greve (Hellfest 2013).

## Miembros pasados
- King ov Hell (bajo) (2002-2007) (actualmente en Ov Hell, ex Gorgoroth)
- Herbrand Larsen (teclado) (2002-2007)

## Miembros en vivo
- Eyolf Nysæther (Teclados, segunda voz) (2007-2009)
- Marius Fimland (Bajo, segundas voces) (2007-2009)
- Espen Lien (Bajo) (2009- )
- Kim Gulbrandsen (Teclados, segunda voz) (2010- )

## Discografía
- Confessions & Alcohol (EP) (2005)
- No Hay Banda (2005)
- Le Fol (2007)
- Audrey Horne (2010)
- Youngblood (2013)
- Pure Heavy (2014)
- Blackout (2018)
- Devil’s Bell (2022)